# 大地の祭礼
『大地の祭礼』（だいちのさいれい、Soil Festivities ）はヴァンゲリスが1984年に発表したアルバム。

## 曲名
1. ムーブメント 1 (18:20)
2. ムーブメント 2 (6:20)
3. ムーブメント 3 (6:06)
4. ムーブメント 4 (9:54)
5. ムーブメント 5 (7:20)

## 概要
映画のサウンドトラックが続いていたヴァンゲリスが、『流氷原』以来4年ぶりに発表した（自発企画による）オリジナルアルバム。シンセサイザー奏者の神尾明郎が日本国内盤のライナーノーツを担当している。